# Villers-sur-Mer
Villers-sur-Mer är en kommun i departementet Calvados i regionen Normandie i norra Frankrike. Kommunen ligger i kantonen Trouville-sur-Mer som ligger i arrondissementet Lisieux. År 2022 hade Villers-sur-Mer 2 437 invånare.

## Befolkningsutveckling
Antalet invånare i kommunen Villers-sur-Mer
Referens:INSEE

## Galleri

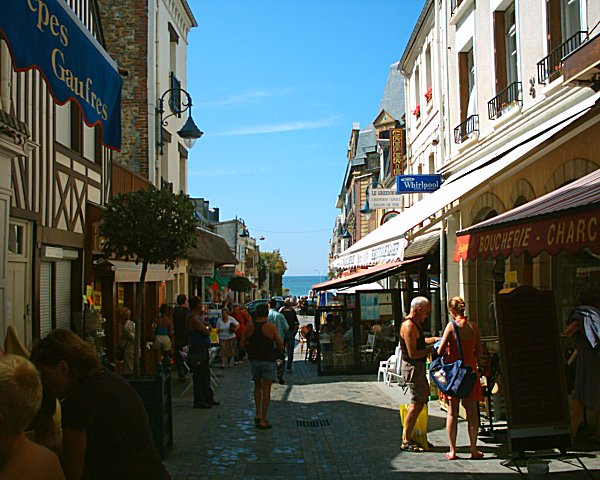
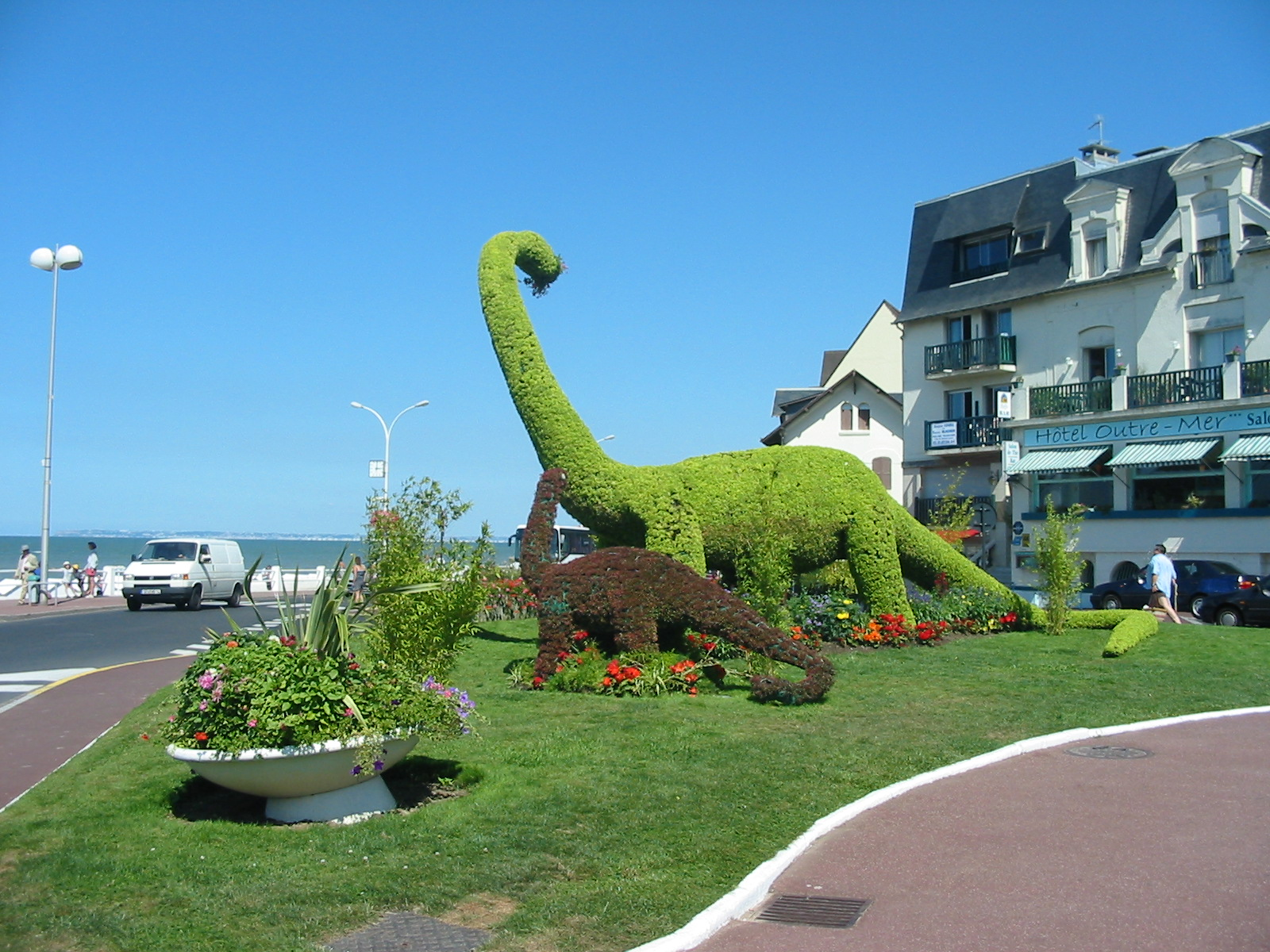
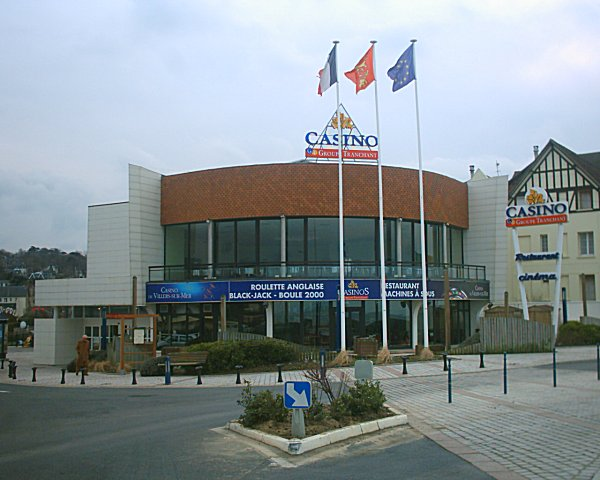
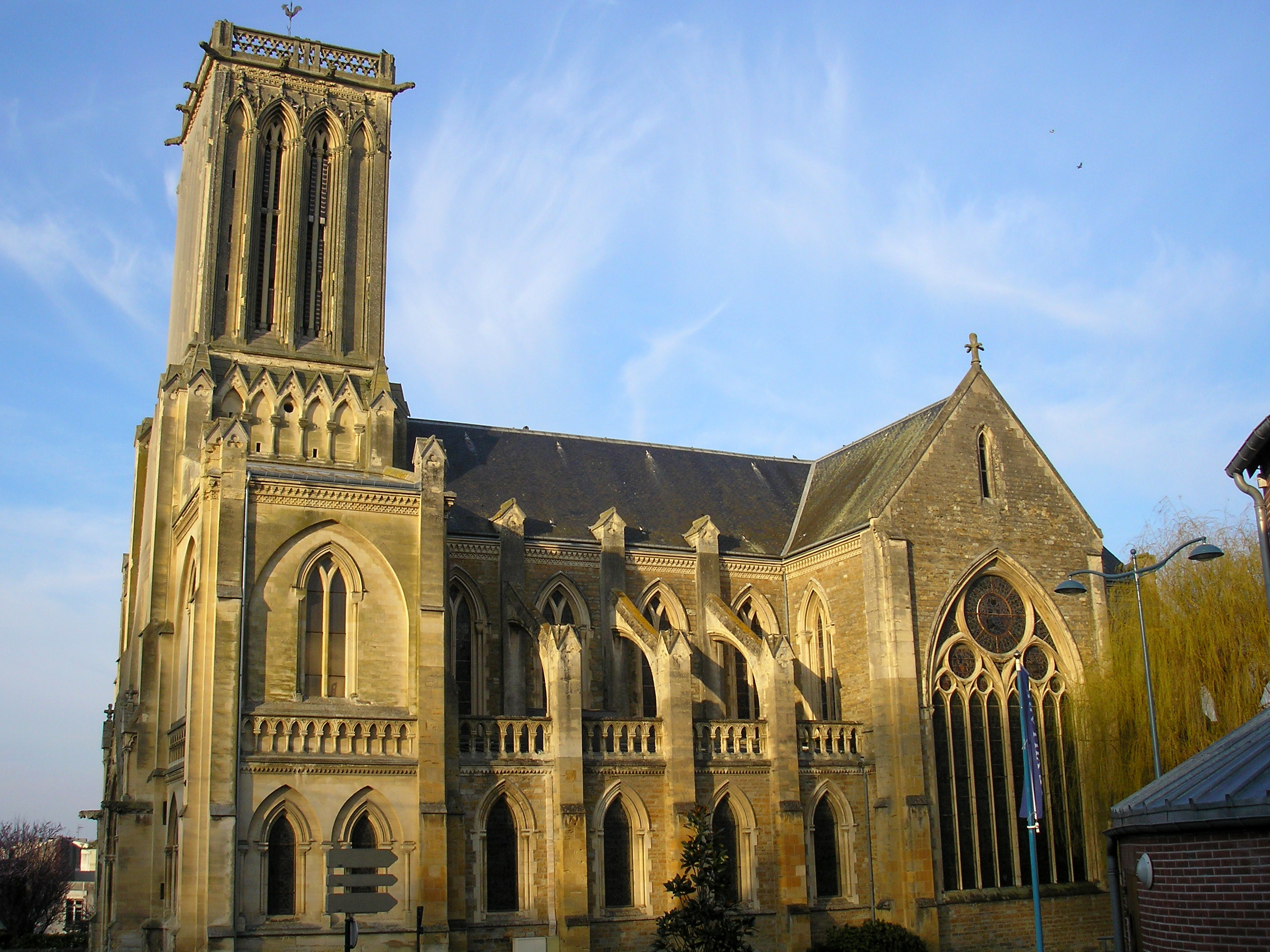
Kyrkan Saint-Martin